# Elisabeth Sutterlüty
Elisabeth Sutterlüty (* 10. Juli 1976 in Wien) ist eine österreichische Schauspielerin.

## Leben
Sie studierte am Franz Schubert Konservatorium in Wien Schauspiel und Gesang. Anschließend besuchte sie einen Kurs Mime Corporel bei Tom Leabhart und Poala Aguilera, einen Tanzworkshop bei Pierre Dussaint und einen Filmschauspielkurs an der Filmakademie in Ludwigsburg. Sie liebt Tanz und Gesang. Eine ihrer großen Leidenschaften ist Afrika. Vor allem bekannt wurde sie durch die Rolle der Judith Wellinghoff in der ZDF-Telenovela Bianca – Wege zum Glück, welche sie von 2004 bis 2005 verkörperte. Von 16. November 2009 bis zum 17. September 2010 war sie in der Sat1.-Daily Soap Eine wie keine als machtbesessene Gina Pollodoro zu sehen.
Elisabeth Sutterlüty arbeitet auch als Sprecherin für Hörspiel, Werbung und Synchronisation in Radio und Fernsehen.

## Theaterrollen
- 1996–1998: Der Biberpelz (Adelheid) – Wiener Volkstheater
- 1998: Hary Janos (Marie-Louise) – Straßburger Opéra du Rhin
- 1999: Hamlet (Ophelia) – Tourneebühne „Der Grüne Wagen“
- 1999: Der Kirschgarten (Anja) – Theater Erfurt
- 2002: Die Physiker (Monika Stettler) – Theater Erfurt
- 2000–2002: Die Widerspenstige Zähmung (Bianca) – Barfüßerkirche Erfurt
- 2000–2002: Die Präsidentinnen (Mariedl) – Theater Erfurt
- 2005: Hamlet (Ophelia) – Shakespeare Company Berlin
- 2006: Von Wien nach Hollywood (Wiener Theater) – Premiere

## Fernsehrollen
- 2002: SOKO Leipzig
- 2003: Die 2te Chance
- 2003: Missverstanden
- 2003: Wie wir leben
- 2003: Das fünfte Zimmer
- 2004: Elektra und das Kleid
- 2004: Folgeschäden
- 2004–2005: Bianca – Wege zum Glück
- 2006: Die Rosenheim-Cops – Bei Panne Mord
- 2006: SOKO Kitzbühel
- 2007: Blindflug
- 2008: Verliebt in Berlin
- 2009–2010: Eine wie keine
- 2010: Hapes zauberhafte Weihnachten